# Mantan Moreland
Mantan Moreland est un acteur américain, né le 3 septembre 1902 à Monroe (Louisiane), mort le 28 septembre 1973  à Hollywood (Californie).

## Filmographie
- 1933 : That's the Spirit : Night watchman
- 1936 : Les Verts Pâturages (The Green Pastures) : Angel Removing Hat
- 1937 : L'Entreprenant Monsieur Petrov (Shall We Dance) de Mark Sandrich
- 1937 : Harlem on the Prairie de Sam Newfield
- 1938 : Spirit of Youth : Creighton 'Crickie' Fitzgibbons
- 1938 : Two-Gun Man from Harlem : Bill Blake
- 1938 : Frontier Scout : Norris Family Butler
- 1938 : Next Time I Marry (en) de Garson Kanin : Tilby, Georgi's Servant
- 1938 : Gang Smashers : Gloomy
- 1939 : What a Guy
- 1939 : There's That Woman Again : Porter
- 1939 : Un homme à la plage (Tell No Tales) : Sport black at the wake
- 1939 : Riders of the Frontier : Chappie, the Cook
- 1939 : Irish Luck : Jefferson
- 1939 : Nuit noire (One Dark Night) : Samson Brown
- 1940 : The Man Who Wouldn't Talk : Robbins
- 1940 : City of Chance : Anxious Man
- 1940 : Chasing Trouble : Jefferson
- 1940 : Millionaire Playboy : Bellhop
- 1940 : Viva Cisco Kid : Cook
- 1940 : La Rançon de la gloire (Star Dust) : George, Dining Car Steward
- 1940 : Girl in 313 : Porter
- 1940 : On the Spot (en) : Jefferson
- 1940 : Maryland de Henry King
- 1940 : Quai numéro treize (Pier 13) d'Eugene Forde : Sam
- 1940 : Laughing at Danger : Jefferson
- 1940 : Up in the Air (en) : Jeff Jefferson
- 1940 : While Thousands Cheer : Nash
- 1940 : Drums of the Desert (en) de George Waggner : Sergeant 'Blue' Williams
- 1940 : Four Shall Die : Beefus, Touissant's Chauffeur
- 1941 : Lucky Ghost : Washington Delaware Jones
- 1941 : Up Jumped the Devil
- 1941 : You're Out of Luck : Jeff Jefferson
- 1941 : Sleepers West d'Eugene Forde : Porter
- 1941 : Footlight Fever : Willie Hamsure, elevator operator
- 1941 : Ellery Queen's Penthouse Mystery : Roy
- 1941 : Sign of the Wolf : Ben
- 1941 : Le Roi des zombies (King of the Zombies) : Jefferson 'Jeff' Jackson
- 1941 : Bachelor Daddy : Club Janitor
- 1941 : The Gang's All Here : Jeff
- 1941 : Mr. Washington Goes to Town : Schenectady
- 1941 : Hello, Sucker : Elevator Boy
- 1941 : Accent on Love : Prisoner
- 1941 : Cracked Nuts d'Edward F. Cline : Burgess
- 1941 : Dressed to Kill : Rusty
- 1941 : World Premiere
- 1941 : Let's Go Collegiate : Jeff
- 1941 : Ève a commencé (It Started with Eve) : Railway Porter
- 1941 : Birth of the Blues : Black trumpet player
- 1941 : Marry the Boss's Daughter
- 1942 : Professor Creeps : Washington
- 1942 : Freckles Comes Home : Jeff
- 1942 : Treat 'Em Rough : Snake-Eyes
- 1942 : Four Jacks and a Jill (en) : Cicero - Wash Room Attendant
- 1942 : Law of the Jungle : Jefferson 'Jeff' Jones
- 1942 : The Strange Case of Doctor Rx : Horatio B.Fitz Washington
- 1942 : Les Aventures de Tarzan à New York (Tarzan's New York Adventure) : Sam, the Nightclub Janitor
- 1942 : Mokey de Wells Root : Begonia Cumby
- 1942 : Mexican Spitfire Sees a Ghost : Lightnin'
- 1942 : Swing au cœur (Footlight Serenade) : Amos. Tommy's Dresser
- 1942 : A-Haunting We Will Go : Porter
- 1942 : Phantom Killer : Nicodemus
- 1942 : Girl Trouble : Edwards
- 1942 : Les Yeux dans les ténèbres (Eyes in the Night) : Alistair, Duncan's butler
- 1942 : Madame et ses flirts (The Palm Beach Story) : Diner waiter
- 1942 : The Great Gildersleeve : Gildersleeve's butler
- 1942 : Andy Hardy's Double Life : Prentiss the Benedict Butler
- 1943 : It Comes Up Love : Janitor
- 1943 : Cosmo Jones in the Crime Smasher de James Tinling : Eustace Smith
- 1943 : L'Amour travesti (Slightly Dangerous) : Waiter at Swade's
- 1943 : He Hired the Boss : Shoeshine Man
- 1943 : Un petit coin aux cieux (Cabin in the Sky) : First Idea Man
- 1943 : Sarong Girl : Maxwell
- 1943 : Deux Nigauds dans la neige (Hit the Ice) : Porter with Snowshoes
- 1943 : We've Never Been Licked : Willie
- 1943 : Melody Parade : Skidmore
- 1943 : Revenge of the Zombies : Jeff
- 1943 : Hi'ya, Sailor : Sam
- 1943 : You're a Lucky Fellow, Mr. Smith : Porter
- 1943 : My Kingdom for a Cook (en) de Richard Wallace : Train Porter
- 1943 : Swing Fever : Woody, Nick's Valet
- 1943 : She's for Me : Sam
- 1944 : Les Flirts des Corrigans (Chip Off the Old Block) : Porter
- 1944 : Charlie Chan in the Secret Service : Birmingham Brown
- 1944 : See Here, Private Hargrove : Porter on Train
- 1944 : Moon Over Las Vegas : Porter
- 1944 : Pin Up Girl : Red Cap #2
- 1944 : Et voilà la vie (This Is the Life) de Felix E. Feist : Portier
- 1944 : Le Chat chinois (Charlie Chan in The Chinese Cat) : Birmingham Brown, Taxi Driver
- 1944 : South of Dixie : The Porter
- 1944 : Charlie Chan in Black Magic : Birmingham Brown
- 1944 : Mystery of the River Boat (en) de Lewis D. Collins et Ray Taylor : Napoleon
- 1944 : Cavalcade musicale (Bowery to Broadway) de Charles Lamont : Alabam
- 1945 : Le Masque étrange (The Jade Mask) : Birmingham Brown
- 1945 : Charlie Chan sur la piste sanglante (The Scarlet Clue) : Birmingham Brown, Chauffeur
- 1945 : Show Boat en furie (The Naughty Nineties)
- 1945 : Le Cobra de Shanghaï (The Shanghai Cobra) : Birmingham Brown
- 1945 : Captain Tugboat Annie : Pinto
- 1945 : She Wouldn't Say Yes : Porter
- 1945 : L'assassin rôde toujours (The Spider) de Robert D. Webb : Henry
- 1946 : Mantan Runs for Mayor
- 1946 : Tall, Tan, and Terrific : Mantan Moreland
- 1946 : Mantan Messes Up : Mantan
- 1946 : Riverboat Rhythm : Mantan
- 1946 : Dark Alibi : Birmingham Brown
- 1946 : Shadows Over Chinatown : Birmingham Brown
- 1946 : The Trap : Birmingham Brown Chan's Chauffeur
- 1947 : Ebony Parade
- 1947 : The Chinese Ring : Birmingham Brown
- 1948 : Come On, Cowboy!
- 1948 : The Return of Mandy's Husband
- 1948 : She's Too Mean for Me
- 1948 : The Dreamer
- 1948 : Docks of New Orleans : Birmingham Brown
- 1948 : Best Man Wins (en) de John Sturges : Vendor
- 1948 : The Shanghai Chest : Birmingham Brown
- 1948 : The Golden Eye : Birmingham Brown
- 1948 : Charlie Chan à Mexico (en) (The Feathered Serpent) de William Beaudine : Birmingham Brown
- 1949 : Charlie Chan et le Dragon volant (Sky Dragon) de Lesley Selander : Birmingham Brown
- 1964 : Jerry souffre-douleur (The Patsy) de Jerry Lewis : Barbershop Porter
- 1967 : Enter Laughing : Subway Rider
- 1968 : Spider Baby, or The Maddest Story Ever Told : Messenger
- 1969 : The Comic
- 1970 : Watermelon Man : Counterman
- 1971 : Marriage: Year One (TV) : Mechanic
- 1972 : Les Aventures de Pot-au-Feu (The Biscuit Eater) : Waiter
- 1973 : The Young Nurses (en) de Clint Kimbrough (en) : Old Man